# Civilismus
Civilismus, též civilizační či civilní poezie, je tendence v poezii konce 19. století a prvního dvacetiletí 20. století. Soustřeďuje se na zobrazení technických vymožeností, moderního života a civilizace. Oslavuje všední věci a lidskou práci.

## Světová poezie

### Walt Whitman
Za průkopníka civilismu je považován jeden z nejvýznamnějších amerických básníků Walt Whitman. Svou jedinou básnickou sbírkou Stébla trávy (první vydání z roku 1855) položil základy tohoto směru. Sbírka nese všechny zásadní znaky civilismu. Whitman se snažil o nové pojetí krásy a pravdivosti.

### Émile Verhaeren
V belgické poezii civilismus prosazoval Émile Verhaeren. Podal obraz průmyslového velkoměsta i venkova (Flandry).

## Česká poezie

### Stanislav Kostka Neumann
Během svého složitého básnického vývoje se dostal k civilismu básník Stanislav Kostka Neumann.

### Josef Hora
Raná tvorba básníka Josefa Hory vykazuje výrazný civilizační smysl pro dynamiku moderní doby (sbírka Básně z roku 1915 a sbírka Strom v květu z roku 1920).

### Skupina 42
Na civilismus navázala ve své tvorbě česká umělecká skupina s názvem Skupina 42, kterou přitahovala zejména velkoměstská civilizace a všední, každodenní život. Jejím předním představitelem byl básník a výtvarník Jiří Kolář.

### Josef Škvorecký
Vliv civilismu je patrný rovněž v básnické sbírce Josefa Škvoreckého Nezoufejte! z roku 1946.

## Civilismus ve filmu
Mnohem později než v poezii se civilismus na krátkou dobu promítl i do filmu. Nejvýrazněji to bylo ve Velké Británii v období let 1940 až 1945. Hlavními představiteli civilismu zde byli David Lean a Carol Reed. Účelem krátké epochy britského civilismu bylo povzbudit tamní obyvatelstvo od válečné deprese a prost velkých gest a slibů mu vštípit, že s určitou dávkou skromnosti, poctivosti a pracovitosti se dá válka (a zobecněně cokoli) překonat. Tento směr se vyznačuje prostým, nijak nerafinovaným ani teatrálním, filmovým stylem, tematicky se drží osudů obyčejných lidí. Často apeluje vytrvalost a houževnatost, a též na existenci skrytých sil, které v sobě i ten nejobyčejnější člověk má, a prakticky vždy ukazuje, že i přes rány osudu se nakonec vše v dobré obrátí.
Nejčastěji zmiňovaným filmem civilismu je Deanovo Moře, náš osud (In Which We Serve, 1942). Vypráví příběh námořníků lodi Torrin a jejich vzpomínání na dobu před vyplutím. Například, ve scéně, kdy po potopení německé lodi, britští námořníci vytahují z vody přeživší, jsou němečtí námořníci záměrně vykresleni jako vysílené špinavé zubožené trosky, což soudobým divákům podvědomě vtisklo paralelu, že každý nepřítel se dá porazit. Z tohoto hlediska lze vybrané scény britského civilismu přiřadit k propagandě (ovšem, zřejmě v tom pozitivním slova smyslu).

## Civilismus v sochařství
- Výhybkář (socha)